# Raghuva ficta
Raghuva ficta är en fjärilsart som beskrevs av Walker 1866. Raghuva ficta ingår i släktet Raghuva och familjen nattflyn. Inga underarter finns listade.